# Стефанија (кратер)
Кратер Рут је ударни метеорски кратер на површини планете Венере. Налази се на координатама 51,3° северно и 26,7° западно (планетоцентрични координатни систем +Е 0-360) и са пречником од 11,7 км међу кратерима је мање величине на површини ове планете.
Кратер је име добио према румунском женском имену Стефанија, а име кратера је 1985. усвојила Међународна астрономска унија.
На основу положаја избаченог материјала око кратера може се закључити да је метеорит који је формирао овај кратер ударио под изразито оштрим углом. Источно од кратера налазе се бројни мањи секундарни кратери који су настали од мањих фрагмената приликом главног удара. Подручје око кратера на радрским снимцима има изразито црну одсјај, што значи да је доста равно и вероватно прекривено финим материјалом из кратера.